# 无茎雀儿豆
无茎雀儿豆（学名：Chesneya acaulis）为豆科雀儿豆属下的一个种。其种加词“acaulis”意为“无茎的”。